# Pseudocholinesterase
Die Pseudocholinesterase (auch Butyrylcholinesterase, BuChE) ist ein Enzym, das die hydrolytische Spaltung der Esterbindung in Cholinestern katalysiert. Sie ist damit im Stoffwechsel von Chordatieren neben der Acetylcholinesterase unverzichtbar zum Abbau dieser Stoffe. Mutationen am BCHE-Gen beim Menschen können zur seltenen Mangelkrankheit BCHE-Mangel führen.

## Wirkung
Die Pseudocholinesterase ist auch in der Lage, verschiedene Ester zu spalten, die eine andere Alkoholkomponente als Cholin enthalten, beispielsweise Aspirin, Cocain und Heroin. Sie wird gehemmt durch Glykoalkaloide (alpha-Solanin, alpha-Chaconin), die in den grünen Teilen der Kartoffelpflanze vorkommen.

## Vorkommen
Das Enzym kommt in vielen Geweben, beispielsweise in der Leber, im Blutplasma, in der Darmschleimhaut oder im Pankreas, vor; man vermutet, dass es die Wirkung von Acetylcholin außerhalb des synaptischen Spaltes verhindern soll.
Neuere Studien haben gezeigt, dass das Detergens Triton X-100, das bei der Aufarbeitung von Geweben eingesetzt wird, die Pseudocholinesterase hemmt. Dadurch wurden die Mengen dieses Enzyms in vielen Geweben unterschätzt.

## Klinische Bedeutung
Bedeutung hat die Pseudocholinesterase unter anderem in Zusammenhang mit der Verwendung von Muskelrelaxantien im Rahmen einer Allgemeinanästhesie. Die kurze Wirkdauer der beiden Relaxantien Mivacurium (nicht-depolarisierend) und Suxamethonium (depolarisierend) liegt in dem raschen Abbau der Arzneistoffe im Blutplasma begründet (Mivacurium in etwa 4 min., Suxamethonium in etwa 1 min. zur Hälfte abgebaut). Ein Mangel an Pseudocholinesterase (Verlust der Enzymaktivität > 75 %, z. B. durch schwere Leberfunktionsstörung, Malignome, Schwangerschaft) bzw. das Vorliegen einer atypischen Form des Enzyms (genetisch bedingt, s. u.) führt zu einem verzögerten Abbau dieser Stoffe. Aufgrund einer hieraus resultierenden verlängerten Atemlähmung muss der Patient bis zum Abklingen der muskelrelaxierenden Wirkung narkotisiert und künstlich beatmet werden (sogenannte Nachbeatmung).
Es sind mehrere genetische Varianten der Pseudocholinesterase bekannt, etwa in ganzen Bevölkerungsgruppen, bedingt durch häufige Endogamie wie etwa den Vaishya der indischen Kasten von Kaufleuten, Händlern, Geldverleihern und Großgrundbesitzern. Homozygote Personen für eine atypische Variante des Enzyms (Häufigkeit ca. 1:2000) hydrolysieren die oben genannten Muskelrelaxantien nur langsam und es kann zu den beschriebenen Komplikationen kommen. Die Funktion des Enzyms wird durch die Bestimmung der sog. Dibucainzahl im Blutserum gemessen; bei dieser Untersuchung wird die Aktivität des Enzyms nach Zugabe des Lokalanästhetikums Dibucain bestimmt.
Anfang 2022 veröffentlichte ein Forschendenteam um Dr. Carmel Therese Harrington vom Kinderkrankenhaus Westmead in Sydney Ergebnisse einer Untersuchung, die auf einen Zusammenhang von BuChE-Mangel und dem Plötzlichen Kindstod nahelegen.